# Sukunabikona
Sukunabikona (jap. 少彦名神 / 少名毘古那神 Sukunabikona-no-kami) – bóstwo niewielkich rozmiarów z japońskiej mitologii zaprzyjaźnione z Ōkuninushim. Opiekun lekarzy, zielarzy i farmaceutów. Wskazał ludziom lecznicze właściwości gorących źródeł, specjalizował się w wynajdywaniu różnych leków. Czczony najczęściej w chramach Ōkuninushiego. Sukunabikona jest głównym bóstwem między innymi w Kimbu-jinja na górze Kimbu (prefektura Yamagata) oraz w Sakatsura-Isozaki-jinja (prefektura Ibaraki).
Według legendy, gdy Ōkuninushi odpoczywał w miejscowości Obama, zmęczony pacyfikowaniem i cywilizowaniem dzikiego kraju, usłyszał ludzki głos. Obejrzał się zdziwiony i zobaczył kołyszącą się na falach malutką łódeczkę, w której siedział malutki bożek ze skrzydełkami motyla i pelerynką z puchu. Gdy łódeczka przybiła do brzegu Ōkuninushi wziął maleństwo na rękę i zaczął się nim bawić, wtedy osobnik podskoczył i ugryzł boga w policzek. Zdumione bóstwo wysłało zawiadomienie o tym szczególnym wypadku na Wysoką Równinę, a gdy wiadomość ta doszła do uszu Takamimusubiego, ten zamyślił się i powiedział: Liczba dzieci, które spłodziłem, wynosi tysiąc i pięćset. Wśród nich było jedno dziecko wyjątkowo niesforne i nieposłuszne. Przemknęło mi się kiedyś między palcami i spadło. Musi to być to właśnie dziecko. Niech więc będzie kochane i hołubione
Niebiański krasnoludek stał się przyjacielem Ōkuninushiego. Razem dokonali wielu wspaniałych czynów. Sama postać Sukunabikona zasłużyła się w sztuce medycyny, wyszukiwaniu leczniczych źródeł i magii odpędzającej złe moce.